# 肌动蛋白解聚因子
肌动蛋白解聚因子（英語：Actin depolymerizing factors）是一个微丝蛋白家族，
用于调节肌动蛋白的装配与解聚。